# ベンガル人
ベンガル人（ベンガルじん、ベンガル語: বাঙালি）は、ベンガル地方（バングラデシュおよびインドの西ベンガル・ビハール州）を中心に住むインド・アーリア人に属する民族で、一部は先住民族のドラヴィダ人と混血している。言語はベンガル語を話す。

## 概略
約半分はインド国内に住んでいるが、ベンガル地方のインド側ではヒンドゥー教徒を明らかに上回っている。
ベンガル人にはバングラデシュに住む者を中心にイスラム教徒が多い。イスラム教を除けば、大部分はヒンドゥー教徒である。その他、少数の仏教徒もいる。しかし宗教に関わらずベンガル語とベンガル文字が広く使われており、民族意識が強い。
ミャンマーに定住するベンガル人はロヒンギャとも呼ばれ、これもイスラム教徒で民族意識が強く、仏教徒の多いミャンマーにおいて社会問題となっている。ミャンマーでは、ロヒンギャを侵入者と定義し、ミャンマー国籍を与えずに迫害・弾圧・虐殺を続けており、この差別に対して全世界でロヒンギャを援助する動きを見せている（一方でバングラデシュでは国内に貧困問題を抱えていることもあり、民族的には近いロヒンギャへの援助には比較的、消極的である）。なお、ミャンマーにおいて「ベンガル人（ミャンマーの言葉でベンガリ）」との呼称は、ロヒンギャに対する蔑称となるので注意が必要となる。

## 遺伝子
ベンガル人のY-DNA遺伝子は、ある調査によれば、以下である。
- バングラディッシュ[3]・・・H：35.71％、R1a：21.43％、J：11.9%、O：9.52％、R2：7.14％、C：7.14％、L：4.76％、G：4.72％、Q：2.38％
- インド西部[4]・・・R1a：38.7％、R2：22.6％、H：9.7％、J：9.7％、R1b：6.5％、G：3.2％、C：3.2％、F：3％

出アフリカ後に南ルート（オーストラロイド）、北ルート（モンゴロイド）、西ルート（コーカソイド）をとった系統が複雑に混合している。

## 著名なベンガル人
- ジョード・カリム - 企業家。YouTube社の創立者の1人
- アマルティア・セン - 経済学者
- ラビンドラナート・タゴール - 詩人、思想家
- アマー・G・ボーズ - 企業家。BOSEの創業者
- サティエンドラ・ボース - 物理学者
- ジャガディッシュ・チャンドラ・ボース - 物理学者、SF作家
- スバス・チャンドラ・ボース - インドの独立運動家
- ラース・ビハーリー・ボース - インドの独立運動家
- プラナブ・ムカルジー - 政治家
- ムハマド・ユヌス - 経済学者
- ムジブル・ラフマン - 政治家
- サタジット・レイ - 映画監督、作家
- アルンダティ・ロイ - 作家、批評家、活動家
- ショイヨド・ワリウッラー - 作家
- ラダ・ビノード・パール - 法学者、裁判官
- サリタ・チョウドリー - イギリスの女優。父親がベンガル人。